# Club Ciclista Mollet
El Club Ciclista Mollet és una entitat esportiva de ciclisme de Mollet del Vallès fundat l'any 1927. Durant la seva història, la tasca principal del club ha estat ser planter de ciclistes professionals d'elit, entre els quals han destacat esportistes com Melcior Mauri o Jaume Hernández.
La presència d'una forta indústria ciclista local, com per exemple la fundació del taller de bicicletes Rabasa-Solà l'any 1925 o el de Jaume Isern l'any següent, va propiciar que es fundés el primer club ciclista a la ciutat amb el nom de Penya Ciclista de Mollet. Una de les primeres curses que organitzà fou la Mollet-Figueres-Mollet l'any 1927, que fou guanyada per Marià Cañardo. L'equip de caràcter amateur, va participar en diferents proves de caràcter nacional i, d'entre els seus membres, destacà el ciclista molletà Teodoro Monteys, guanyador de la Volta al País Basc l'any 1926. Durant aquest període, el club fou el gran promotor del ciclisme local i participà activament en l'organització de l'etapa de la Volta a Catalunya de 1932, que passava per Mollet del Vallès.
Amb l'esclat de la Guerra Civil, l'entitat desapareix però es refunda l'any 1945 amb el nom de Club Ciclista Mollet (CC Mollet), com a colofó de la XXIX Festa del Pedal. El club va organitzar durant molts anys la cursa del Pavo, la cursa de Sant Josep i la cursa de la Festa Major d'estiu, a banda de donar suport a les etapes de la Volta a Catalunya que passaven per Mollet del Vallès, destacant especialment la de l'any 1940. Entre 1946 i 1997, l'entitat fou presidida per Antoni Fortuny, i, juntament amb Basili Escuin com a director de l'equip entre 1962 i 1996, l'equip fou planter de ciclistes de categoria juvenil. Actualment, el club disposa d'un equip júnior que competeix en proves de nivell nacional i internacional, destacant la victòria a la general d'equips de la Copa Catalana júnior l'any 2015. Per altra banda, anualment organitza el Memorial Antoni Fortuny-Gran Premi Diputació de Barcelona i Critèrium Internacional del Vallès per a juvenils.